# سمادايات حرارية
سمادايات حرارية (بالإنجليزية: Coprothermobacterales)‏ هي رتبة بكتيريا وتحتوي على عائلة واحدة هي سماديات حرارية والتي تشمل جنس سمادية حرارية وهذا الأخير يضم الأنواع سمادية حرارية حالة للبروتين وسمادية حرارية بلاتانية (بالإنجليزية: Coprothermobacter platensis)‏

## أصل التسمية
إشتق الاسم من اسم الجنس (بالإنجليزية: Coprothermobacter)‏ حيث (باللاتينية: kopros) تعني سماد أو فضلات و (باللاتينية: thermos) تعني دافئ أو حار و (باللاتينية: bacter) تعني بشكل قضيب أو بكتيريا عصوية الشكل